# 어비스 (드라마)
《어비스》는 2019년 5월 6일부터 2019년 6월 25일까지 방송된 tvN 월화 드라마이다.

## 설명
초절정 미녀 검사와 하위 0.1% 역대급 추남이 신비한 영혼소생 구슬 어비스로 인해 확 바뀐 외모의 완전 흔녀와 꽃미남으로 각각 부활하면서 꼬여버린 인생과 사랑을 새로고침하는 드라마.

## 등장 인물

### 주요 인물
- 박보영 : 고세연 역 (아역 : 이수민) - 중앙지검 특수부 검사. 뜻하지 않은 사고로 목숨을 잃었으나 어비스에 의해 이전과 전혀 다른 성형 전 이미도와 닮은 모습으로 부활함
- 안효섭 : 차민 역 (아역 : 양한열) - 란 코스메틱 이사. 어비스를 얻게 되면서 비주얼 하위 1%에서 상위 1%가 되어 새 삶을 살게 됨

### 중앙지검 / 동부경찰서 강력팀
- 권수현 : 서지욱/오태진 역 (아역 : 김연웅) - 중앙지검 특수부 수석 검사. 세연과 사법 연수원 동기, 오영철의 아들. 세연을 죽인 진범. 선영의 아들. 희진의 의붓오빠
- 이시언 : 박동철 역 - 강력 1팀 소속 형사. 미도의 남자친구. 민과 세연의 동업자
- 송상은 : 이미도 역 - 박앤장 로펌 변호사. 동철의 여자친구. 세연의 선배

### 란 코스메틱
- 한소희 : 장희진/오수진 역 (아역 : 심혜연, 강예서) - 차민의 약혼녀. 선영의 딸. 사기꾼. 전과 4범. 지욱(오태진)의 의붓여동생
- 윤유선 : 엄애란 역 - 란 코스메틱의 회장. 차민의 어머니
- 박성연 : 박미순 역 - 차민의 유모. 란 코스메틱 일가의 집사

### 그 외 인물
- 이성재 : 오영철/오성철 역 - 서하병원 응급의학과 교수. 천재 외과 의사. 의학계의 전설로 불리며 추앙받는 인물. 엄산동 살인 사건 진범. 연쇄 살인마
- 이철민 : 박기만 역 - 엄산동 살인 사건의 유가족. 박미진의 아버지
- 최다인 : 박미진 역 - 기만의 딸. 엄산동 살인 사건 피해자.
- 이대연 : 서천식 역 - 판사, 지욱의 아버지
- 하성광 : 고창수 역 - 세연의 아버지
- 박미현 : 김정희 역 - 세연의 어머니
- 이지현 : 장선영 역 - 장희진의 어머니
- 미상 : 이민욱 역
- 미상 : 최혁만 역
- 김성범 : 최 형사 역 - 강력 1팀 소속 형사. 박동철의 후배이자 오른팔
- 심윤보 : 김실장 역 - 란 코스메틱 회장의 비서
- 김주영
- 김정호
- 배보람
- 장태민
- 최솔희
- 김재철
- 정영훈
- 김가빈 : 다른 병원에서 이송 되어 온 환자가 도착했다고 오영철에게 말하는 간호사 역
- 김진아
- 박소영
- 양진선
- 설창희
- 김지혜
- 최나무 : 세연이 쓰러져 검사 받은 병원의 간호사 역
- 이승희
- 이현서
- 박강섭
- 유용범
- 이마루
- 오경주
- 이상화
- 권혁수
- 진현광 : 회장의 비서 역
- 박승찬
- 김오복
- 이원국
- 양조아
- 서정훈
- 안수빈
- 민영 : 이미도의 변호사 사무실 직원 역
- 전은미
- 박소영 : 승무원 역
- 한봄 : 간호사 역
- 송민재 : 수술실 앞에서 우는 아이 역
- 이규섭
- 한지원 : 차민 (안효섭)이 고세연(박보영)에게 빵을 사줄 때 옆에 있던 남학생 역
- 정예빈 : 세연의 친구 역
- 이지완 : 고세연(박보영)을 피구 시합 때 공을 맞추는 여학생 역
- 황채은
- 이선영 : 쥬얼리 매장 직원 역
- 박기륭 : 경찰서장 역

### 특별출연
- 김사랑 : 환생전 고세연 역
- 안세하 : 환생전 차민 역
- 정소민 : 외계인 역
- 서인국 : 외계인 역

## 촬영지
- 롯데월드타워
- 인천국제공항
- 연세대학교
- 모카리아
- 포차닭 - 세연치킨
- 자하연
- 퍼스트가든

## 시청률
최저 시청률과 최고 시청률은 시청률 조사회사와 지역별로 시청률에 차이가 있을 수 있습니다.
| 2019년      | 2019년      | 2019년         | 2019년       | 2019년         |
| 회차        | 방송일      | AGB 시청률     | AGB 시청률   | TNmS 시청률    |
| 회차        | 방송일      | 대한민국(전국) | 서울(수도권) | 대한민국(전국) |
| ----------- | ----------- | -------------- | ------------ | -------------- |
| 제1화       | 5월 6일     | 3.858%         | 4.836%       | 4.5%           |
| 제2화       | 5월 7일     | 3.682%         | 4.620%       | 3.6%           |
| 제3화       | 5월 13일    | 3.142%         | 3.791%       | 3.6%           |
| 제4화       | 5월 14일    | 3.219%         | 4.024%       | %              |
| 제5화       | 5월 20일    | 2.743%         | 3.345%       | %              |
| 제6화       | 5월 21일    | 3.346%         | 3.720%       | 3.4%           |
| 제7화       | 5월 27일    | 2.365%         | 2.817%       | 3.1%           |
| 제8화       | 5월 28일    | 2.339%         | 2.956%       | 3.0%           |
| 제9화       | 6월 3일     | 2.704%         | 3.353%       | 3.1%           |
| 제10화      | 6월 4일     | 2.251%         | 2.979%       | 2.6%           |
| 제11화      | 6월 10일    | 2.273%         | 2.360%       | %              |
| 제12화      | 6월 11일    | 2.156%         | 2.537%       | 2.1%           |
| 제13화      | 6월 17일    | 2.151%         | 2.370%       | 2.9%           |
| 제14화      | 6월 18일    | 2.035%         | 2.168%       | %              |
| 제15화      | 6월 24일    | 2.043%         | 2.308%       | 2.4%           |
| 제16화      | 6월 25일    | 2.282%         | 2.889%       | %              |
| 평균 시청률 | 평균 시청률 | 2.662%         | 3.192%       |                |

## 수상 및 후보
| 연도 | 시상식                      | 부문            | 수상작(자) | 결과 | 출처 |
| ---- | --------------------------- | --------------- | ---------- | ---- | ---- |
| 2019 | 제12회 코리아 드라마 어워즈 | 남자 신인상     | 안효섭     | 후보 |      |
| 2019 | KoreanUpdates Awards 2019   | 베스트 여배우상 | 박보영     | 후보 |      |

## 동시간대 드라마
- JTBC 월화드라마

《으라차차 와이키키 2》 (2019년 3월 25일 ~ 2019년 5월 14일)
《바람이 분다》 (2019년 5월 27일 ~ 2019년 7월 16일)

## 같이 보기
- 2019년 대한민국의 텔레비전 드라마 목록
- 대한민국의 텔레비전 드라마 목록 (ㅇ)